# Octamethylendiamin
Octamethylendiamin (OMDA) ist eine organisch-chemische Verbindung aus der Stoffgruppe der aliphatischen Diamine. Es wird als vielseitiges Zwischenprodukt bei der Herstellung von Pflanzenschutzmitteln, besonders Fungiziden, eingesetzt.

## Gewinnung und Darstellung
Die technische Herstellung von Octamethylendiamin erfolgt durch katalytische Hydrierung von Suberonitril bei Temperaturen von 150 bis 180 °C und einem Druck von 50 bis 180 bar in Gegenwart von Ammoniak an heterogenen Cobalt-Vollkatalysatoren:
Die Reaktion wird in der Flüssigphase durchgeführt und erfolgt kontinuierlich oder diskontinuierlich. Der Katalysator ist als Festbett in einem Schacht-, Rohr- oder Rohrbündelreaktor angeordnet.

## Eigenschaften

### Chemische Eigenschaften
Octamethylendiamin ist ein brennbarer, jedoch schwer entzündbarer Feststoff, der leicht in Wasser löslich ist. Die wässrigen Lösungen reagieren stark alkalisch (pH-Wert von 12,1 bei einer Konzentration von 10 g/l).

## Verwendung
Octamethylendiamin wird als vielseitiges Zwischenprodukt bei der Herstellung von Pflanzenschutzmitteln, insbesondere Fungiziden, eingesetzt.

## Sicherheitshinweise
Octamethylendiamin ist bei moderaten Temperaturen ein brennbarer, jedoch schwer entzündbarer Feststoff. Er weist eine untere Explosionsgrenze (UEG) von 1,1 Vol.-% und eine obere Explosionsgrenze (OEG) von 6,8 Vol.-% auf. Die Zündtemperatur beträgt 280 °C. Der Stoff fällt somit in die Temperaturklasse T3. Mit einem Flammpunkt von 113 °C gilt die Flüssigkeit als schwer entzündbar.